# Музей театрального мистецтва Тернопільщини
Копичинецький музей театрального мистецтва — обласний комунальний музей театрального мистецтва Тернопільщини. Заснований 1968 з ініціативи О. Савки в місті Копичинці Гусятинського району Тернопільської області. У січні 1991 набув статусу державного, до того мав назву «Музей Копичинецького народного театру» й діяв на громадських засадах. Директор музею — О. Савка (1968—1995), від 1995 — Р. Савка.
Експозиція розміщена у 7 залах за відділами:
- Джерела зародження українського театру з глибини віків до поч. 19 ст.;
- Театральні товариства «Руська бесіда» в Галичині 1864—1924;
- «Тернопільські театральні вечори» — перший професійний стаціонарний український театр у Тернополі 1915-17;
- Терноп. обл. укр. академ. драм. театр ім. Т. Шевченка — історія та сучасність;
- Терноп. обл. театр актора і ляльки;
- Народні театри Тернопільщини;
- Копичинецький народний драматичний театр ім. Б. Лепкого;
- Клим Чічка-Андрієнко — славетний син землі Копичинецької;
- Богдан Лепкий і театр;
- Нашого цвіту по всьому світу — життя і творчість діячів театру й культури, вихідців із Тернопільщини.

Експозиція музею — фотографії, живописні і графічні картини, ляльки, афіші, ескізи декорацій та костюмів, макети декорацій, театр. костюми, меблі тощо. Музей здійснює наук.-дослідну й пошук. роботу, організовує виставки робіт митців Тернопільщини, діаспори та дит. творчості. Є зібрання рідкісних експонатів, пов'язаних з історією українського театру і культури у Галичині, зокрема на Тернопільщині та в Копичинцях.
Нині в основному фонді музею — бл. 4 тис. експонатів. Музей здійснює наук.-освітні та громад. заходи, ініціатор і засн. 1-го всеукр. конкурсу вокалістів ім. К. Чічки-Андрієнка (1993, Терноп. обл. філармонія); тут не раз проводили творчі театр. лабораторії та семінари. Діє б-ка, осн. ч. фонду якої подарував почес. дир. музею О. Савка.